# Ходишу (Клуж)
Ходишу (рум. Hodișu) насеље је у Румунији у округу Клуж у општини Појени. Oпштина се налази на надморској висини од 609 m.

## Становништво
Према подацима из 2002. године у насељу је живело 473 становника, од којих су сви румунске националности.